# Łącznik czujnikowy
Łącznik czujnikowy – łącznik elektryczny sterowany określoną wielkością fizyczną nieelektryczną (np. prędkość, temperatura, ciśnienie) działający wskutek osiągnięcia lub przekroczenia przez nią określonej wartości.
Łączniki czujnikowe to na przykład:
- łącznik pływakowy
- łącznik ciśnieniowy
- łącznik temperaturowy
- łącznik odśrodkowy
- łącznik drogowy